# Son by Four
Son by Four (SB4) est un groupe portoricain de pop latino et de salsa. Les membres du groupe (de type boys band) sont quatre jeunes hommes : Angel López (qui fera une carrière solo), les frères Javier et George Montes et leur cousin Pedro Quiles.

## Histoire

### Débuts
En 1998, le groupe enregistre deux singles signés de l'uruguayéen Omar Alfanno (auteur entre autres El gran varón de Willie Colón), No hay razon et Nada. Ces titres se classent dans les charts du Billboard (catégorie : titres latinos). Sony Records leur propose alors un contrat. Ils sortent leur premier album Preparense et partent en tournée.
Début 2000, sort leur album éponyme Son by Four qui inclut le single A Puro Dolor signé Omar Alfanno. La version ballade figure dans la telenovela mexicaine La Vida en el espejo. Le titre est numéro 1 des charts du Billboard (catégorie titre latino) durant 20 semaines et 21 semaines dans la catégorie musique tropicale. L'album se vend à 315 000 exemplaires aux États-Unis et plus d'un million dans le monde. La chanson reçoit plusieurs prix aux Billboard Music Awards et Billboard Latin Awards dont la chanson latino de l'année. Lors de la cérémonie de ce dernier prix, ils interprètent la chanson avec NSYNC (autre boys band dont Justin Timberlake faisait partie).
Fait rare pour une chanson en espagnol, la chanson se classe dans le Billboard Hot 100. La version spanglish, The Purest of Pain, et entre dans le top 30, atteignant la 26e place du Billboard Hot 100. L'album se vend à 315 000 exemplaires aux États-Unis et à plus d'un million d'exemplaires dans le monde entier. Le groupe sort ensuite deux autres albums : Salsa Hits en 2001 et Renace en 2004.

### Changement de style
En 2007, le groupe — formé uniquement par Pedro Quiles et les frères Carlos Javier Montes et Jorge Montes — change son style musical de pop latino, salsa et ballade à la musique catholique, avec les albums Aquí está el cordero (2007), Abbanuestro (2009) et Católico soy (2011).
L'ex-choriste Ángel López participe à la chanson Mis ojos lloran por ti du Portoricain Big Boy. En 2007, il fait partie de la distribution des figures musicales qui ont participé à l'émission Disco de oro de Televisión Azteca, présentée par José Luis Rodríguez (El Puma) et María Inés Guerra ; il s'agissait d'une compétition entre plusieurs artistes de différentes décennies de musique, dont la gagnante était la chanteuse Beatriz Adriana,,.

## Discographie

### Albums studio
- 1998 : Prepárense
- 2000 : Son by Four (94e des charts américains[7], disque d'or et quadruple disque de platine[8])
- 2000 : Purest of Pain
- 2003 : Renace
- 2007 : Aquí está el cordero
- 2009 : Abbanuestro
- 2011 : Católico soy
- 2015 : Mujer frente a la cruz

### Autres albums
- 2001 : Salsa Hits
- 2002 : The Remixes
- 2008 : Música y Palabra Vol. 1
- 2010 : Música y Palabra Vol. 2
- 2010 : Madre mía
- 2011 : AlabaTropical
- 2020 : Tesoros de Coleccion: Salsa Hits/Son by Four/Purest of Pain